# Cisaat (Waled)
Cisaat is een bestuurslaag in het regentschap Cirebon van de provincie West-Java, Indonesië. Cisaat telt 4421 inwoners (volkstelling 2010).